# Ronneby torg
Ronneby torg har medeltida anor men anlades i sin nuvarande form i samband med antagandet av 1864 års stadsplan. Torget har fått sin form av rutnätsstaden vilken vid den tiden tog inspiration av den berömde arkitekten Haussmans stadsplaner för Paris. I norr kantas torget av Kungsgatan och Munktrappan, viken leder upp till Heliga Kors kyrka i fonden. I söder rinner Ronnebyån under Söderbro och på torgets västra sida kvarteren Måns och Lars. På nordvästra sidan ligger kvarteret Knut och på nordöstra sidan kvarteret Per samt på östra sidan återfinns kvarteren Olof och Nils. Ursprungligen utgjorde torgets södra del en stadspark vilken avgränsades från torget av Karlskronagatan som då löpte rakt över torget i öst-västlig led, under lång tid var gatan över torget körbar för biltrafik men utgör idag en gågata. Under mitten av 1900-talet fanns det på torgets norra sida, vid Kungsgatan, en bensinstation av märket Texaco.
Munktrappan uppfördes 1907 i nationalromantisk arkitektur samtidigt som Södra Sveriges Bank lät bygga sitt kontor alldeles intill i kvarteret Per. Byggnationerna utfördes i samband med 25-årsfirandet av de förnyade stadsprivilegierna.
Innan spåromläggningen av Blekinge kustbana på 1950-talet fanns ett tågstopp i torgets södra del i höjd med Söderbro.
Torgets västra sida fick 1959 en radikalt annorlunda utformning då det tidigare stadshotellet, "Kindblads Hotell", i trä revs i kvarteret Lars och bland annat EPA lät bygga ett varuhus i tegelarkitektur bredvid en lägre handelsbyggnad med gyllengul kakelfasad.
Den senaste omvandlingen av torget under 2012 är ett tillägg av en strandpromenad på torgets södra sida längs Strandgatan tillsammans med nya båtbryggor i Ronnebyån. Bryggorna har ursprungligen en äldre koppling till platsen, inte bara utifrån stadens koppling till sjöfart och fiske under medeltiden utan även då bryggor för skärgårdstrafik av Ronneby Ångslups AB funnits på platsen en god bit in på 1900-talet.

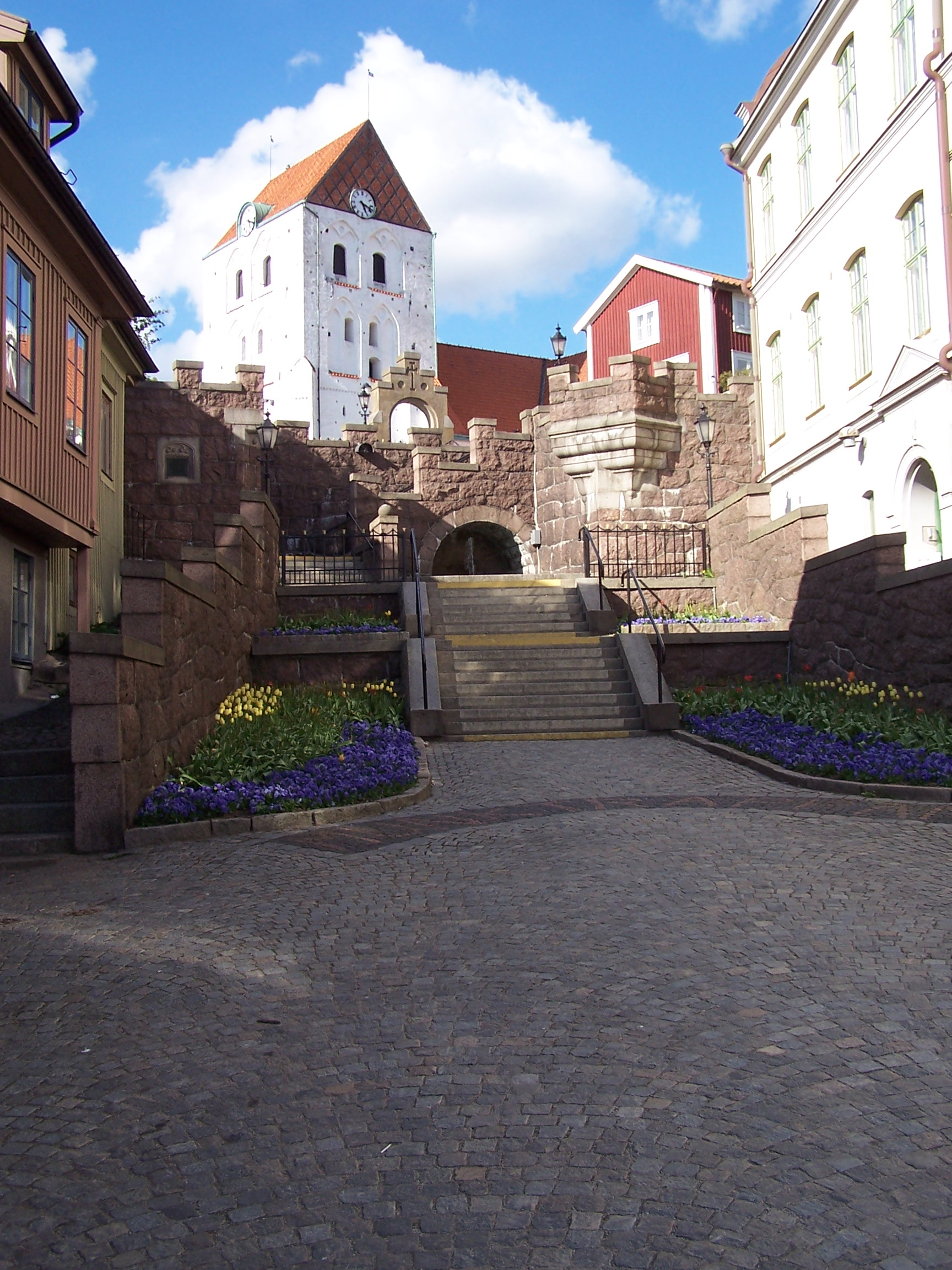
Munktrappan med Heliga Kors kyrka i bakgrunden.
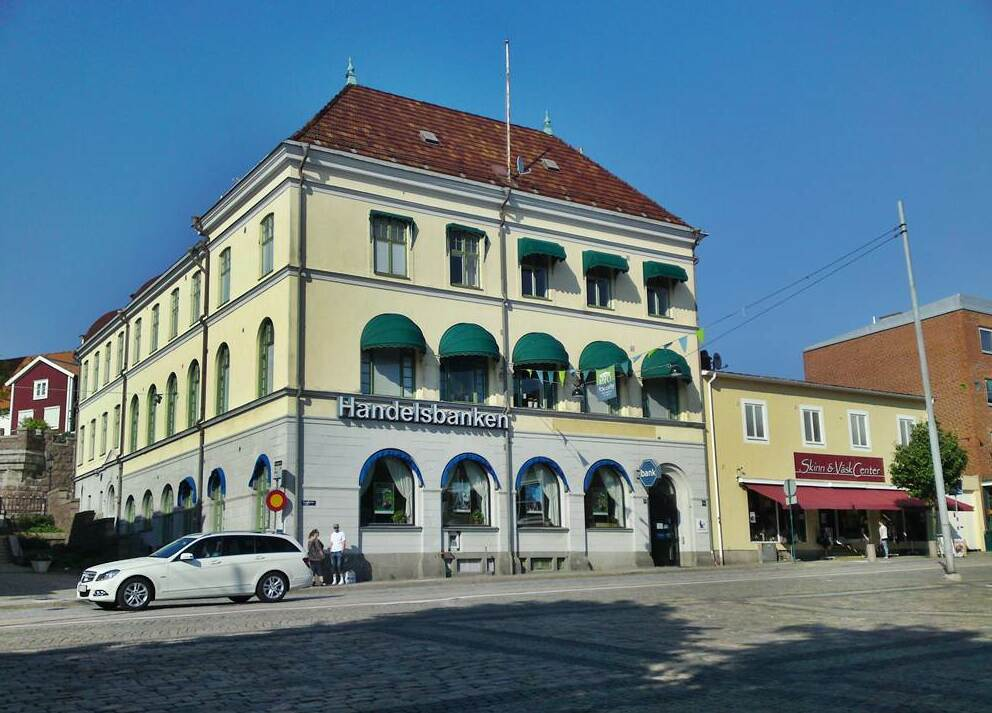
Stadens äldsta bankhus på norra sidan av Ronneby torg.